# GP Sven Nys
Der GP Sven Nys ist ein belgisches Cyclocrossrennen.

## Organisation
Das Rennen wurde 2000 durch den Fanclub des Rennfahrers Sven Nys ins Leben gerufen und wird seit 2000 am 1. Januar in dessen Heimatort Baal ausgetragen; es ist damit fester Bestandteil der Kerstperiode. Das Rennen findet am Rande von Baal auf den Hängen des Balenbergs statt, eines kleinen Hügels. Nys konnte zwölf der Austragungen für sich entscheiden und ist Rekordsieger des Wettbewerbs. Er betreibt auf dem Parcours inzwischen eine Cyclocross-Akademie.
Das Rennen zählt seit 2002 zur GvA Trofee bzw. deren Nachfolge-Wettbewerben. Seit 2012 wird auch ein Frauen-Rennen ausgetragen, dessen Rekordsiegerin Fem van Empel ist mit drei Erfolgen.

## Siegerliste

### Männer
- 2000:  Sven Nys
- 2001:  Sven Nys
- 2002:  Mario De Clercq
- 2003:  Sven Nys
- 2004:  Sven Nys
- 2005:  Sven Nys
- 2006:  Lars Boom
- 2007:  Sven Nys
- 2008:  Sven Nys
- 2009:  Sven Nys
- 2010:  Sven Nys
- 2011:  Sven Nys
- 2012:  Sven Nys
- 2013:  Kevin Pauwels
- 2014:  Sven Nys
- 2015:  Wout van Aert
- 2016:  Wout van Aert
- 2017:  Toon Aerts
- 2018:  Mathieu van der Poel
- 2019:  Mathieu van der Poel
- 2020:  Mathieu van der Poel
- 2021:  Mathieu van der Poel
- 2022:  Wout van Aert
- 2023:  Eli Iserbyt
- 2024:  Mathieu van der Poel
- 2025:  Eli Iserbyt

### Frauen
- 2012:  Daphny van den Brand
- 2013:  Kateřina Nash
- 2014:  Katherine Compton
- 2015:  Kateřina Nash
- 2016:  Sanne Cant
- 2017:  Marianne Vos
- 2018:  Katherine Compton
- 2019:  Jolanda Neff
- 2020:  Ceylin del Carmen Alvarado
- 2021:  Ceylin del Carmen Alvarado
- 2022:  Lucinda Brand
- 2023:  Fem van Empel
- 2024:  Fem van Empel
- 2025:  Fem van Empel